# Guilherme Augusto Vieira dos Santos
Guilherme Augusto Vieira dos Santos, mais conhecido como Guilherme ou pelo apelido Amado (Taboão da Serra, 13 de abril de 1995), é um futebolista brasileiro que atua como ponta-esquerda. Atualmente joga no Santos.

## Carreira

### Grêmio
Em maio de 2014, Guilherme fez duas semanas de testes na equipe Sub-19 do Grêmio então comandada por James Freitas, hoje auxiliar técnico que rasga elogios ao atacante: 
Foi aprovado e, após o empréstimo ao São José, começou a fazer parte do grupo principal do Grêmio. Contra o Santos pelo Brasileiro em uma vitória do Tricolor por 3–2, Guilherme fez sua estreia com a camisa gremista.

### São José
No segundo semestre de 2015, Guilherme foi emprestado ao São José-RS. Lá foi Campeão da Copa Walmir Louruz e em 2016 disputou o Campeonato Gaúcho antes de voltar ao Tricolor. Enfrentou o Grêmio na Arena e saiu vencedor marcando um dos gols da vitória do Zequinha por 2–0.
Fez parte do elenco gremista campeão da Copa do Brasil de 2016, quando disputou 19 partidas pelo clube nas temporada, sem gols marcados.

### Botafogo
No início de 2017, assinou com o Botafogo por empréstimo. No dia de seu aniversário, fez um dos gols da equipe na vitória por 2–0 contra o Atlético Nacional, fora de casa, em Medellín.
No primeiro jogo das oitavas de finais da Copa do Brasil de 2017, jogo contra o Sport, Guilherme fez dois gols e garantiu a vitória do Botafogo na Copa do Brasil.

### Coritiba
No dia 13 de agosto de 2018, o Coritiba anunciou Guilherme como novo reforço.

### Sport
Sem oportunidades no Grêmio, Guilherme foi emprestado por um ano, para o Sport em 2019.
Atuando pelo clube, encerrou a Série B como artilheiro, com 17 gols em 35 jogos.

### Al-Faisaly
No dia 8 de janeiro de 2020, o Grêmio oficializou a venda de Guilherme ao Al-Faisaly, da Arábia Saudita.

### Retorno ao Grêmio
Em 2022, atuou pelo Al Dhafra, clube dos Emirados Árabes Unidos, onde marcou cinco gols em 14 jogos.
Após uma breve passagem no Al Dhafra, no dia 5 de julho de 2022, o Grêmio anunciou o retorno de Guilherme, por um contrato até o fim de 2024.

### Fortaleza
No dia 9 de fevereiro de 2023, o Fortaleza anunciou a contratação de Guilherme, por um contrato de empréstimo até o fim da temporada.

### Santos
Em 28 de dezembro de 2023, o Santos acertou a contratação de Guilherme, pagando R$ 4,8 milhões por 60% dos direitos do atleta e um contrato válido por três temporadas. O acordo será praticamente uma troca com o Grêmio pela ida do volante Dodi. Fez sua estreia em 21 de janeiro de 2024, na vitória do Santos sobre o Botafogo por 1 a 0, jogo válido pelo Paulistão. Marcou seus primeiros 2 gols em 4 de fevereiro de 2024, na vitória santista contra o Guarani por 2x0 válida pelo Paulistão. Teve destaque na partida Santos x Bragantino, válida pela Semifinal do Campeonato Paulista de 2024, na qual marcou um gol e uma assistência, e no final foi eleito craque do jogo. Ao final do Paulistão, foi vice-campeão e eleito para a Seleção da competição.
Guilherme foi importante na campanha do Santos na série B do brasileirão, sendo artilheiro da equipe com 10 gols,e ficando com o título.

## Estatísticas
Atualizado até 29 de dezembro de 2023.

### Clubes
| Equipe            | Temporada         | Campeonato nacional | Campeonato nacional | Campeonato nacional | Copa nacional[a] | Copa nacional[a] | Copa nacional[a] | Competições continentais[b] | Competições continentais[b] | Competições continentais[b] | Outros torneios[c] | Outros torneios[c] | Outros torneios[c] | Total | Total | Total   |
| Equipe            | Temporada         | Jogos               | Gols                | Assist.             | Jogos            | Gols             | Assist.          | Jogos                       | Gols                        | Assist.                     | Jogos              | Gols               | Assist.            | Jogos | Gols  | Assist. |
| ----------------- | ----------------- | ------------------- | ------------------- | ------------------- | ---------------- | ---------------- | ---------------- | --------------------------- | --------------------------- | --------------------------- | ------------------ | ------------------ | ------------------ | ----- | ----- | ------- |
| São José-RS       | 2015              | 0                   | 0                   | 0                   | —                | —                | —                | —                           | —                           | —                           | —                  | —                  | —                  | 0     | 0     | 0       |
| São José-RS       | 2016              | —                   | —                   | —                   | —                | —                | —                | —                           | —                           | —                           | 13                 | 1                  | 0                  | 13    | 1     | 0       |
| São José-RS       | Total             | 0                   | 0                   | 0                   | 0                | 0                | 0                | 0                           | 0                           | 0                           | 13                 | 1                  | 0                  | 13    | 1     | 0       |
| Grêmio            | 2016              | 17                  | 0                   | 0                   | 2                | 0                | 0                | —                           | —                           | —                           | —                  | —                  | —                  | 19    | 0     | 0       |
| Grêmio            | 2022              | 18                  | 1                   | 2                   | —                | —                | —                | —                           | —                           | —                           | —                  | —                  | —                  | 18    | 1     | 2       |
| Grêmio            | 2023              | —                   | —                   | —                   | —                | —                | —                | —                           | —                           | —                           | 2                  | 0                  | 0                  | 2     | 0     | 0       |
| Grêmio            | Total             | 35                  | 1                   | 2                   | 2                | 0                | 0                | 0                           | 0                           | 0                           | 2                  | 0                  | 0                  | 39    | 1     | 2       |
| Botafogo          | 2017              | 32                  | 4                   | 1                   | 6                | 2                | 0                | 13                          | 1                           | 0                           | 11                 | 0                  | 0                  | 62    | 7     | 1       |
| Botafogo          | Total             | 32                  | 4                   | 1                   | 6                | 2                | 0                | 13                          | 1                           | 0                           | 11                 | 0                  | 0                  | 62    | 7     | 1       |
| Chapecoense       | 2018              | 10                  | 1                   | 0                   | 3                | 0                | 0                | 2                           | 0                           | 0                           | 15                 | 5                  | 0                  | 30    | 6     | 0       |
| Chapecoense       | Total             | 10                  | 1                   | 0                   | 3                | 0                | 0                | 2                           | 0                           | 0                           | 15                 | 5                  | 0                  | 30    | 6     | 0       |
| Coritiba          | 2018              | 13                  | 2                   | 0                   | —                | —                | —                | —                           | —                           | —                           | —                  | —                  | —                  | 13    | 2     | 0       |
| Coritiba          | Total             | 13                  | 2                   | 0                   | 0                | 0                | 0                | 0                           | 0                           | 0                           | 0                  | 0                  | 0                  | 13    | 2     | 0       |
| Sport             | 2019              | 35                  | 17                  | 6                   | 1                | 0                | 0                | —                           | —                           | —                           | 13                 | 4                  | 0                  | 49    | 21    | 6       |
| Sport             | Total             | 35                  | 17                  | 6                   | 1                | 0                | 0                | 0                           | 0                           | 0                           | 13                 | 4                  | 0                  | 49    | 21    | 6       |
| Al-Faisaly        | 2019–20           | 17                  | 5                   | 0                   | —                | —                | —                | —                           | —                           | —                           | —                  | —                  | —                  | 17    | 5     | 0       |
| Al-Faisaly        | 2020–21           | 29                  | 8                   | 5                   | 3                | 0                | 1                | —                           | —                           | —                           | —                  | —                  | —                  | 32    | 8     | 6       |
| Al-Faisaly        | 2021–22           | 13                  | 2                   | 2                   | 1                | 0                | 0                | —                           | —                           | —                           | 1                  | 0                  | 0                  | 15    | 2     | 2       |
| Al-Faisaly        | Total             | 59                  | 15                  | 7                   | 4                | 0                | 1                | 0                           | 0                           | 0                           | 1                  | 0                  | 0                  | 64    | 15    | 8       |
| Al Dhafra         | 2021–22           | 13                  | 5                   | 2                   | 1                | 0                | 0                | —                           | —                           | —                           | —                  | —                  | —                  | 14    | 5     | 2       |
| Al Dhafra         | Total             | 13                  | 5                   | 2                   | 1                | 0                | 0                | 0                           | 0                           | 0                           | 0                  | 0                  | 0                  | 14    | 5     | 2       |
| Fortaleza         | 2023              | 30                  | 3                   | 3                   | 3                | 1                | 0                | 15                          | 6                           | 3                           | 4                  | 0                  | 0                  | 52    | 10    | 6       |
| Fortaleza         | Total             | 30                  | 3                   | 3                   | 3                | 1                | 0                | 15                          | 6                           | 3                           | 4                  | 0                  | 0                  | 52    | 10    | 6       |
| Santos            | 2024              | 0                   | 0                   | 0                   | —                | —                | —                | —                           | —                           | —                           | 0                  | 0                  | 0                  | 0     | 0     | 0       |
| Santos            | Total             | 0                   | 0                   | 0                   | 0                | 0                | 0                | 0                           | 0                           | 0                           | 0                  | 0                  | 0                  | 0     | 0     | 0       |
| Total na carreira | Total na carreira | 227                 | 48                  | 21                  | 20               | 3                | 1                | 30                          | 7                           | 3                           | 59                 | 10                 | 0                  | 339   | 68    | 25      |

- a. ^ Jogos da Copa do Brasil, da Copa do Rei e da Etisalat Cup
- b. ^ Jogos da Copa Libertadores da América e da Copa Sul-Americana
- c. ^ Jogos de torneios amistosos, campeonatos estaduais e regionais

## Títulos
São José
- Copa Walmir Louruz: 2015

Grêmio
- Copa do Brasil: 2016
- Recopa Gaúcha: 2023

Sport
- Campeonato Pernambucano: 2019

Al-Faisaly
- Copa do Rei: 2020–21

Fortaleza
- Campeonato Cearense: 2023

Santos
- Campeonato Brasileiro - Série B: 2024

### Prêmios individuais
- Seleção do Campeonato Pernambucano: 2019
- Seleção do Campeonato Paulista: 2024, 2025[30]

### Artilharias
- Campeonato Brasileiro de Futebol de 2019 - Série B: 17 gols.[31][32]
- Campeonato Paulista de Futebol de 2025: 10 gols.[33]